# Brock Air Services
Brock Air Services — канадська чартерна авіакомпанія зі штаб-квартирою в місті Кінгстон (Онтаріо) (Онтаріо), що працює на ринку пасажирських і вантажних авіаперевезень міста і забезпечує роботу мобільних підрозділів швидкої медичної допомоги (санітарна авіація).

## Історія
Авіакомпанія була заснована в 1978 році.

## Діяльність
Brock Air Services виконує чартерні рейси з Аеропорту Кінгстон і Муніципального аеропорту Броквілл. Перевезення мобільних служб швидкої медичної допомоги здійснюється в рамках договору з компанією Ornge.
The airline also manages the Brockville airport.

## Флот
Станом на січень 2006 року повітряний флот авіакомпанії Brock Air Services складали наступні літаки:
- 1 Cessna 421
- 1 Cessna 172